# چهارراه (کلات)
چهارراه، روستایی در دهستان هزارمسجد بخش مرکزی شهرستان کلات استان خراسان رضوی ایران است.

## جمعیت
بر پایه سرشماری عمومی نفوس و مسکن در سال ۱۳۹۵ جمعیت این روستا ۳۰ نفر (در ۱۱ خانوار) بوده‌است.
این آمار در سال ۱۳۹۸ به ۱۰۰نفر (۳۰خانوار) افزایش پیدا کرده است.